# Úbislavice
Úbislavice är en ort i Tjeckien. Den ligger i den centrala delen av landet, 90 km nordost om huvudstaden Prag. Úbislavice ligger 359 meter över havet och antalet invånare är 339.
Terrängen runt Úbislavice är varierad, och sluttar söderut.Runt Úbislavice är det ganska tätbefolkat, med 108 invånare per kvadratkilometer. Närmaste större samhälle är Nová Paka, 4,0 km nordost om Úbislavice. I omgivningarna runt Úbislavice växer i huvudsak blandskog.